# 諾韋 (奧恰基夫區)
46°51′57″N 31°41′43″E / 46.86583°N 31.69528°E
諾韋（烏克蘭語：Нове），是烏克蘭南部的村莊，隸屬尼古拉耶夫州的尼古拉耶夫區。該村面積0.38平方公里，海拔高度60米，2001年人口109，人口密度每平方公里286.8人。